# Алисън Ханигън
Алисън Лий Ханигън (на английски: Alyson Lee Hannigan) (родена на 24 март 1974 г.) е американска актриса, най-известна с ролите си на Мишел в „Американски Пай“, Уилоу Розенбърг в „Бъфи, убийцата на вампири“ и Лили Олдрин в ситкома „Как се запознах с майка ви“ на CBS.

## Ранен живот
Ханиган е родена в Вашингтон, единствено дете на Емили (Познър) Хаас, агент по недвижими имоти и Ал Ханиган, шофьор на камион. Нейният баща е от ирландски произход, а майка ѝ – от еврейски. Родителите ѝ се развели, когато била на две години и е отгледана от майка си в Атланта, Джорджия.

## Личен живот
На 11 октомври 2003 г. се омъжва за актьора Алексис Денисоф. Първата им дъщеря, Сатяна Мари Денисоф, се ражда на 24 март 2009 г. на рождения ден на Ханигън,, а втората им, Кийва Джейн Денисов, се ражда на 23 май 2012 г. Ханигън и съпругът ѝ са кръщелниците на сина на Джос Уидън – Ардън.